# Chiesa di San Vitale (Calderara di Reno)
La chiesa di San Vitale è la parrocchiale di Castiglia, piccola località tra le frazioni di Longara e San Vitale Grande di Calderara di Reno nella città metropolitana di Bologna. Appartiene al vicariato di Bologna Ovest dell'arcidiocesi di Bologna e la sua storia inizia nel XIII secolo.

## Storia

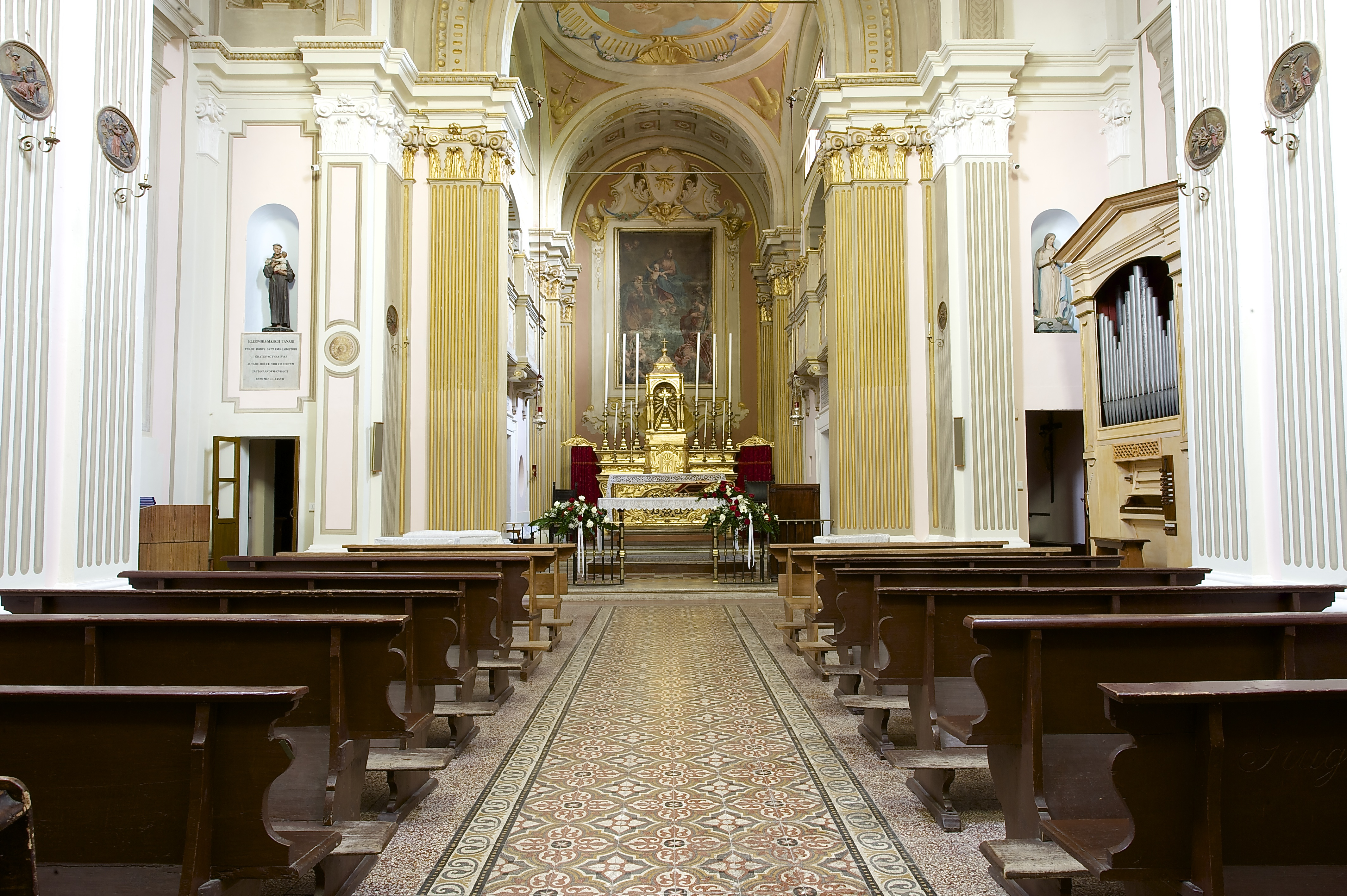
Interno della sala.

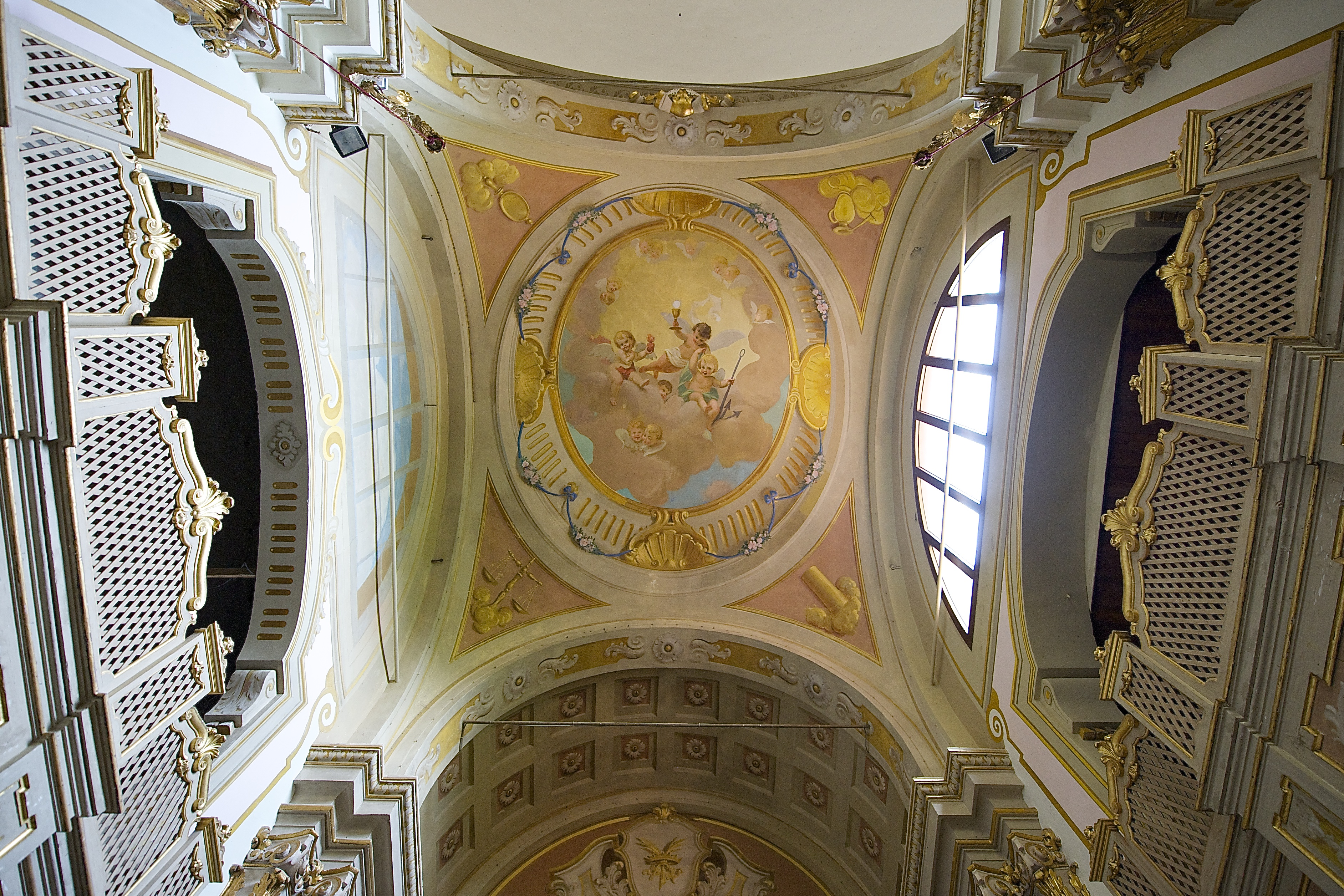
Particolare della volta presbiteriale decorata ad affresco.

Nella località di San Vitale di Reno era presente, sin dall'VIII secolo, un monastero benedettino. In tempi successivi il sito fu interessato da edificazioni e modifiche alle strutture esistenti con l'erezione della chiesa conventuale di San Vitale che a sua volta subì almeno tre ristrutturazioni. Quando papa Onorio III impose la decima, nel 1221, era sicuramente una chiesa parrocchiale.
La giurisdizione ecclesiastica nel 1376 risultò legata all'allora vicariato di Borgo Panigale e nel XVI secolo la chiesa venne ancora descritta come di modeste dimensioni e soggetta a problemi legati ad allagamenti e instabilità geologica del sito. Gabriele Paleotti, arcivescovo di Bologna, ordinò lavori per il suo restauro nel 1566 e durante l'esecuzione di tali direttive il tempio venne ampliato.
Nuovi ampliamenti vennero realizzati per tutto il XVII secolo, portando alla costruzione della sagrestia. Alla fine del secolo si rese necessaria la messa in sicurezza degli argini del fiume Reno, che stavano minacciando ancora la struttura.
La situazione divenne insostenibile col trascorrere degli anni e fu necessario procecedere all'abbattimento della chiesa trecentesca ormai irrecuperabile e aprire il cantiere per il nuovo luogo di culto. Tra il 1731 e il 1748 tali lavori vennero ultimati, e a sostenere le spese per la nuova costruzione vi fu anche il cardinale Prospero Lambertini, futuro papa Benedetto XIV.
Entro il XVIII secolo la chiesa fu dotata dell'organo a canne e nel 1824 fu edificato, accanto alla chiesa, l'oratorio. Alcuni anni dopo il cimitero della comunità che sino ad allora si trovava nelle vicinanze della chiesa fu trasferito ed ampliato. La torre campanaria fu elevata nel 1899 e, dopo la fine della prima guerra mondiale, nella sala fu costruito il fonte battesimale.
Durante le ultime fasi del secondo conflitto mondiale la chiesa fu danneggiata dai bombardamenti e fu necessario nel secondo dopoguerra procedere con importanti restauri. Sul campanile vennero poste nuove campane e negli anni sessanta la sala venne ampliata collegando la sagrestia alla zona presbiteriale. Un ultimo restauro è stato realizzato nel 2008.

## Descrizione

### Esterni
La facciata a capanna della chiesa è semplice, con un portale di accesso architravato e incorniciato e con una grande finestra rettangolare in asse posta superiormente, pure questa incorniciata. Sopra si trova il grande frontone triangolare classicheggiante. La torre campanaria si alza sulla parte sinistra, in posizione arretrata.

### Interni
La navata interna è unica, voltata a botte. Attraverso l'arco santo si accede al presbiterio, leggermente rialzato. Da questa parte della sala si accede all'oratorio dedicato a San Gaetano.
La pala d'altare raffigura la Beata Vergine e Gesù Bambino, San Vitale e Sant’Antonio Abate.